# Matteo Senarega

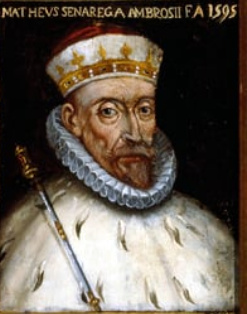
Imagem de Matteo Senarega.

Matteo Senarega (1534 - Génova, 21 de dezembro de 1606) foi o 80.º Doge da República de Génova.

## Biografia
Senarega foi eleito como Doge a 5 de dezembro de 1595, o octogésimo na história republicana. Durante o seu mandato, são lembradas a expulsão de judeus da república genovesa e a sua luta pessoal contra a corrupção das sentenças penais na administração da justiça. Ele ocupou o cargo até 4 de dezembro de 1597. No final do mandato foi nomeado procurador perpétuo, cargo que cabia a todos os antigos doges, e ainda manteve importantes funções de governo e representação.
Um ancestral da sua família, Bartolomeo Senarega (falecido em 1514), foi um diplomata genovês que escreveu uma crónica da história de Génova entre 1433-1514.